# دوزخ (نقاشی)
دوزخ (به انگلیسی: Hell) یک نقاشی رنگ روغن است که توسط نقاش هلندی هیرونیموس بوش پس از سال ۱۴۹۰ میلادی کشیده شده‌است. این اثر درحال حاضر در گالری دل‌آکادمیا ونیز، ایتالیا نگهداری می‌شود.
این اثر بخشی از یک تابلوی چندلتی به نام چشم‌اندازهای آخرت است که لت‌های دیگر آن شامل نقاشی‌های بهشت زمینی، عروج نیکان و افتادن گنهکاران به دوزخ است. در این نقاشی مجازات و شکنجه شدن افراد شرور توسط دمونها به نمایش درآمده‌است.